# 경제투데이 (라디오 프로그램)
경제투데이는 KBS 1라디오에서 방송했던 경제 프로그램이다.

## 역사
2003년 7월 14일에 첫방송을 시작해, 2013년 4월 6일에 잠정적으로 폐지되어 2013년 4월 8일부터 2014년 12월 31일까지 《이규봉의 경제나침반》이 방송되다가, 2015년 1월 1일에 "경제투데이"가 다시 부활했으나, 2018년 5월 26일 방송을 마지막으로 "경제투데이"는 완전히 15년만에 폐지되었다.

## 역대 방송시간
| 방송 채널   | 방송 기간                           | 방송 시간                                                                          |
| ----------- | ----------------------------------- | ---------------------------------------------------------------------------------- |
| KBS 1라디오 | 2003년 7월 14일 ~ 2005년 4월 30일   | 월~토요일 오후 4:30 ~ 오후 4:58                                                    |
| KBS 1라디오 | 2005년 5월 2일 ~ 2006년 11월 25일   | 월~토요일 오후 4:30 ~ 오후 4:58 (생방송), 월~토요일 새벽 1:30 ~ 새벽 1:58 (재방송) |
| KBS 1라디오 | 2006년 11월 27일 ~ 2008년 4월 19일  | 월~토요일 오후 4:20 ~ 오후 4:58 (생방송), 월~토요일 새벽 1:20 ~ 새벽 1:58 (재방송) |
| KBS 1라디오 | 2008년 11월 17일 ~ 2009년 10월 24일 | 월~토요일 오후 4:20 ~ 오후 4:58 (생방송), 월~토요일 새벽 1:20 ~ 새벽 1:58 (재방송) |
| KBS 1라디오 | 2008년 4월 21일 ~ 2008년 11월 15일  | 월~토요일 오후 4:10 ~ 오후 4:55 (생방송), 월~토요일 새벽 1:10 ~ 새벽 1:55 (재방송) |
| KBS 1라디오 | 2009년 10월 26일 ~ 2013년 4월 6일   | 월~토요일 오후 4:10 ~ 오후 4:55 (생방송), 월~토요일 새벽 1:10 ~ 새벽 1:55 (재방송) |
| KBS 1라디오 | 2015년 1월 1일 ~ 2016년 5월 7일     | 월~토요일 오후 4:10 ~ 오후 4:55 (생방송), 월~토요일 새벽 1:10 ~ 새벽 1:55 (재방송) |
| KBS 1라디오 | 2016년 5월 9일 ~ 2018년 5월 26일    | 월~토요일 오후 4:10 ~ 오후 4:55 (생방송), 월~토요일 새벽 1:00 ~ 새벽 1:45 (재방송) |

## 역대 진행자

### 1기
- 2003년 7월 14일 ~ 2013년 4월 6일 : 성기영 아나운서

### 2기
- 2015년 1월 1일 ~ 11월 21일 : 이규봉 아나운서
- 2015년 11월 23일 ~ 2018년 5월 26일 : 원석현 아나운서

## 지역 방송국 프로그램
다음 지역 방송국 프로그램은 오후 4시 10분에 방송된다.
| 방송국  | 프로그램 타이틀                 | 진행자 |
| ------- | ------------------------------- | ------ |
| KBS대전 | 라디오매거진 대전세종충남       | 전유미 |
| KBS안동 | 즐거운 라디오 여기는 안동입니다 | 이현정 |
| KBS포항 | 생생매거진, 동해안 오늘         | 박은정 |